# Luciano Armani

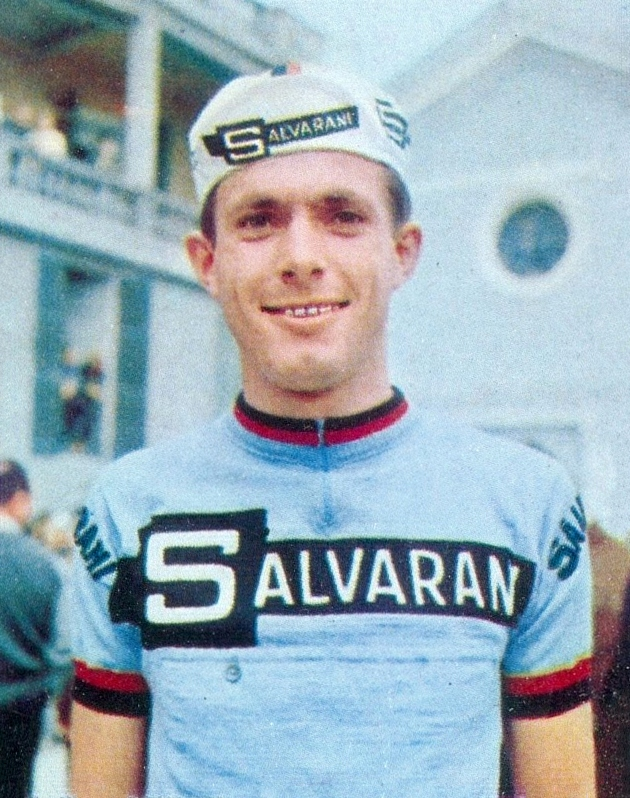
Luciano Armani (1966)

Luciano Armani (* 12. Oktober 1940 in Felegara; † 3. Februar 2023 in Fidenza) war ein italienischer Radrennfahrer.

## Sportliche Laufbahn
Als Amateur gewann er einige nationale Rennen und wurde Zweiter bei der kleinen Lombardei-Rundfahrt (Piccolo Giro di Lombardia). Armani war von 1965 bis 1972 als Berufsfahrer aktiv. Seinen ersten Kontrakt hatte er mit dem Team Bianchi-Mobylette, in dem u. a. Dino Zandegu fuhr. In seinem ersten Jahr als Profi 1965 konnte er die Coppa Sabatini und eine Etappe des Giro d’Italia gewinnen, ein Jahr später gewann er eine Etappe bei Paris–Nizza. 1967 siegte er in der Sardinien-Rundfahrt, beim Grand Prix de Monaco, der Rennserie Trofeo Cougnet und der Coppa Placci. 1969 gewann er mit Lissabon–Porto das wichtigste Eintagesrennen in Portugal. 1970 konnte er erneut eine Giro-Etappe sowie die Rennen Mailand–Turin und Genua–Nizza gewinnen. 1968 hatte er mit dem 22. Platz sein bestes Resultat im Giro bei insgesamt sechs Teilnahmen. Bei seinem zweiten Start in der Tour de France gewann er 1971 die 12. Etappe vor Eddy Merckx. Er beendete die Tour als 66. 

## Grand-Tour-Platzierungen
| Grand Tour         | 1965 | 1966 | 1967 | 1968 | 1969 | 1970 | 1971 |
| ------------------ | ---- | ---- | ---- | ---- | ---- | ---- | ---- |
| Giro d’ItaliaGiro  | 35   | 39   | 38   | 22   | 35   | 33   | –    |
| Tour de FranceTour | –    | –    | –    | –    | –    | DNF  | 66   |